# Zelenikovo (Macédoine du Nord)
Pour les articles homonymes, voir Zelenikovo.
Zelenikovo (en macédonien : Зелениково ) est une commune du centre de la Macédoine du Nord. Elle comptait 3 361 habitants en 2021 et s'étend sur 176,95 km2. Elle est connue pour son site archéologique de Tauresium, ville antique où est né l'empereur Justinien.

## Géographie
Son territoire est limitrophe de ceux des communes de Studeničani, Petrovec, Čaška et Veles. La commune s'étend au sud de l'agglomération de Skopje, en descendant le fleuve Vardar. Elle est marquée par un relief plutôt prononcé, puisqu'elle se trouve sur les contreforts du massif de la Jakupica. Elle est traversée par une petite rivière, la Kadina.

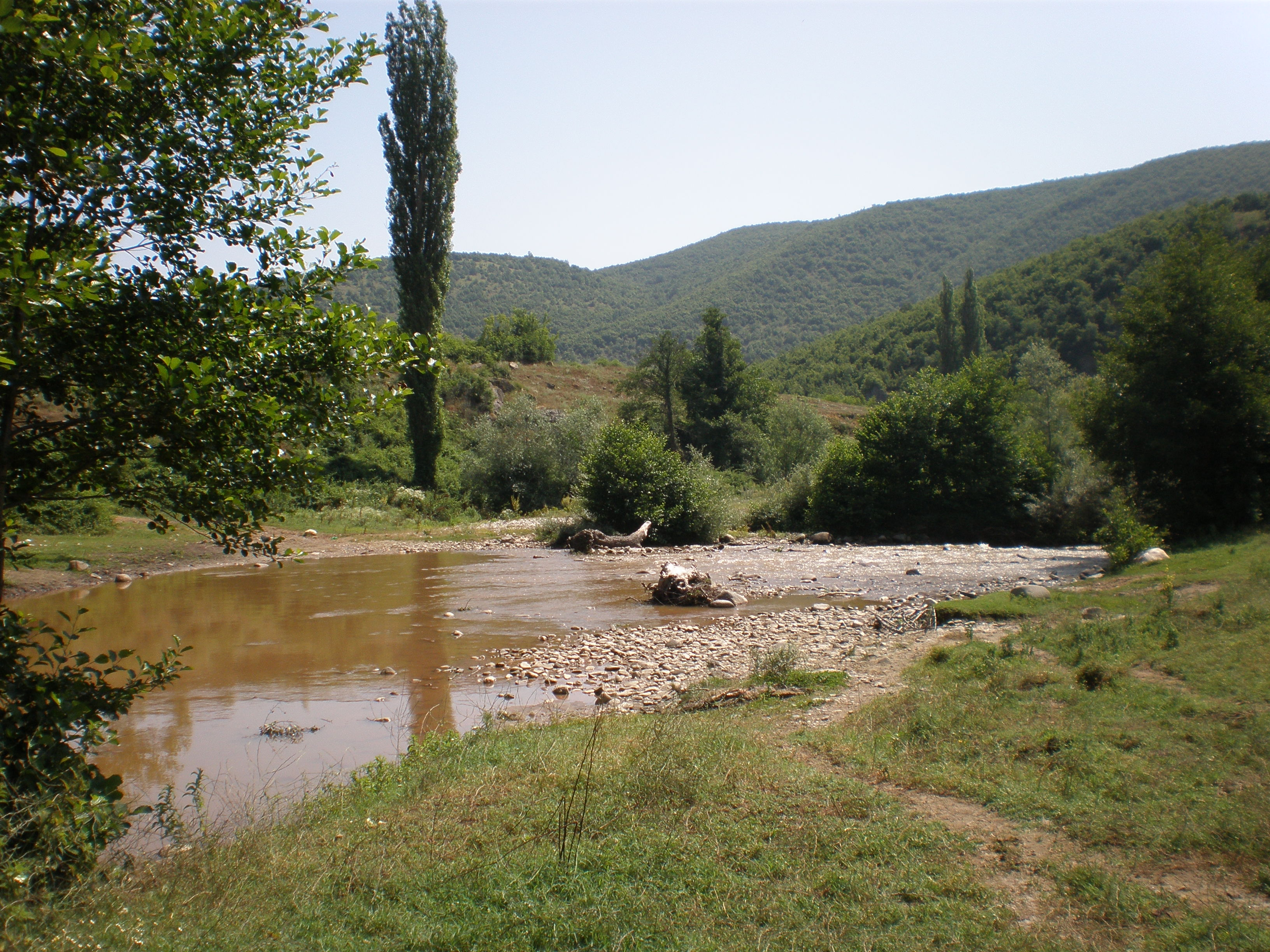
La rivière Kadina à Smesnitsa.
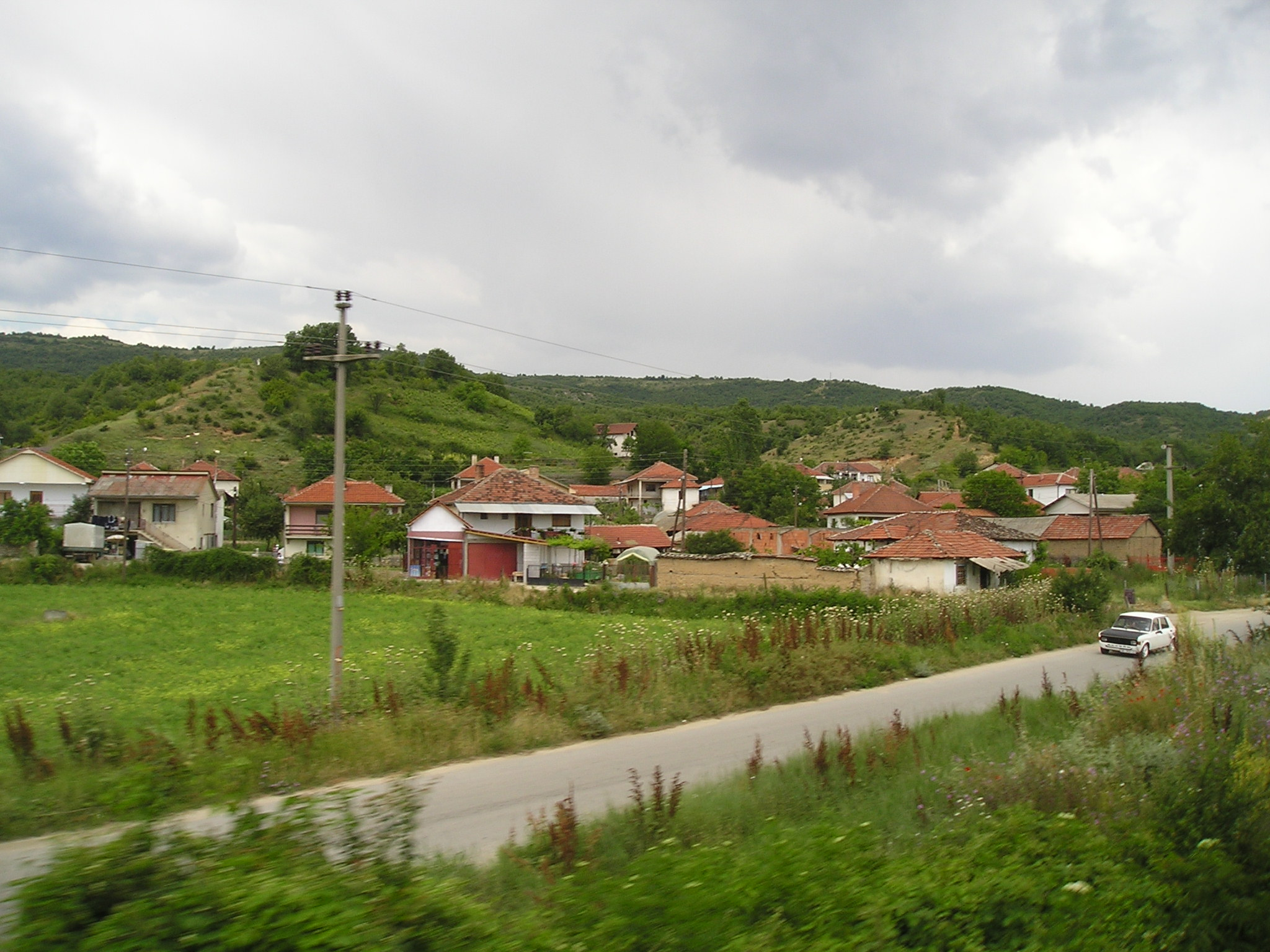
Le village d'Orechani.
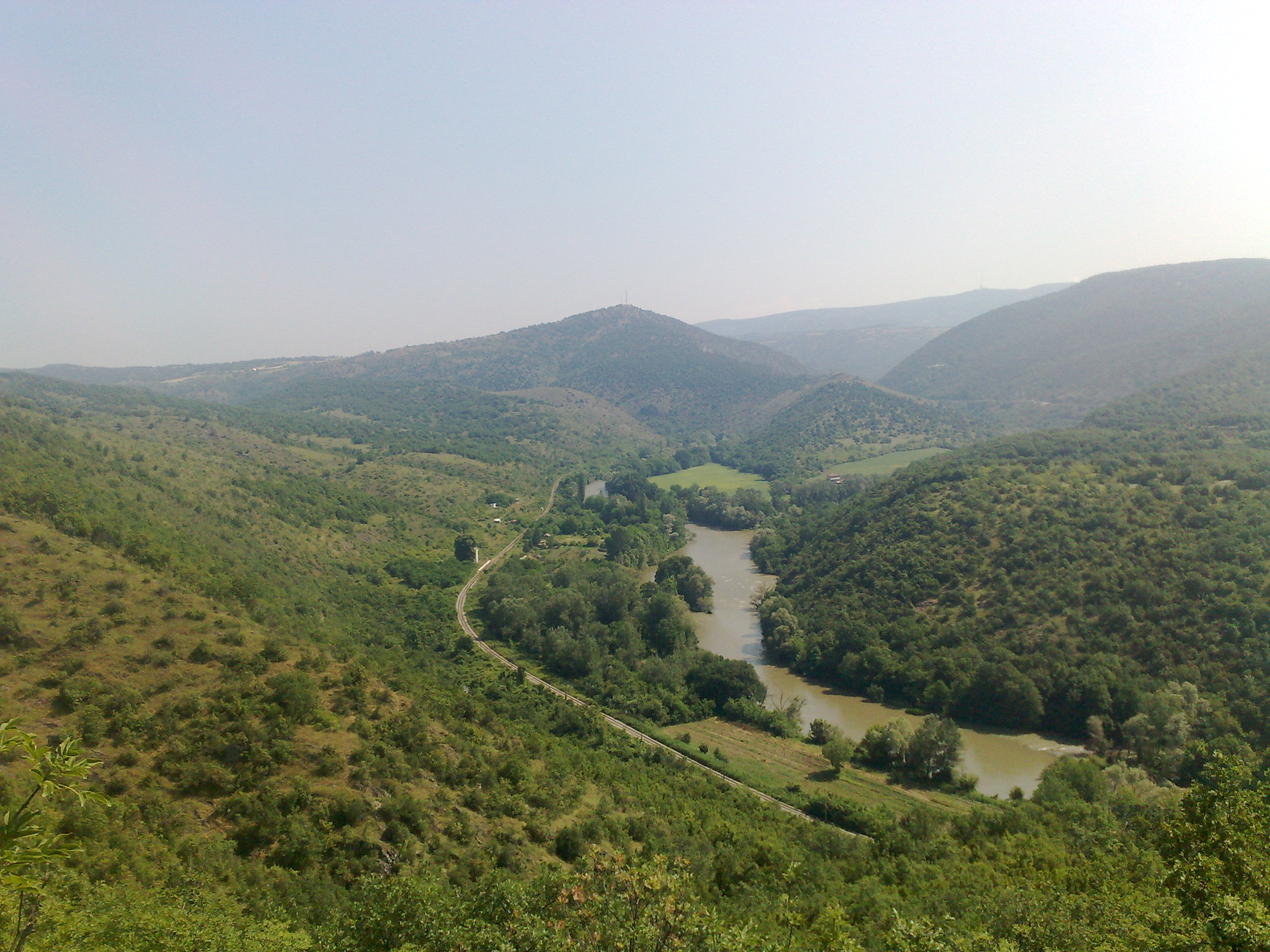
Le Vardar à Taor.
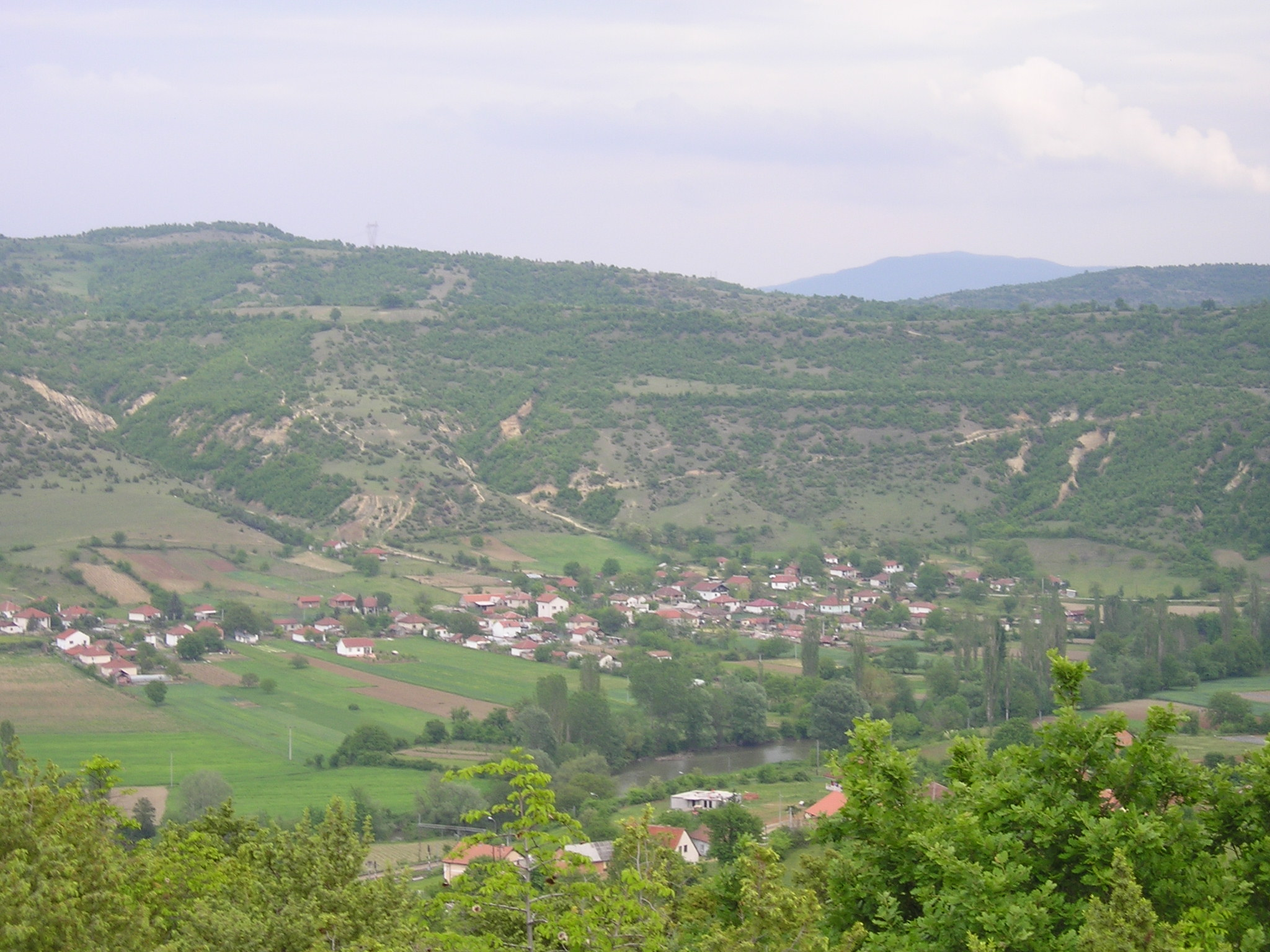
Pakochevo et son environnement de collines.
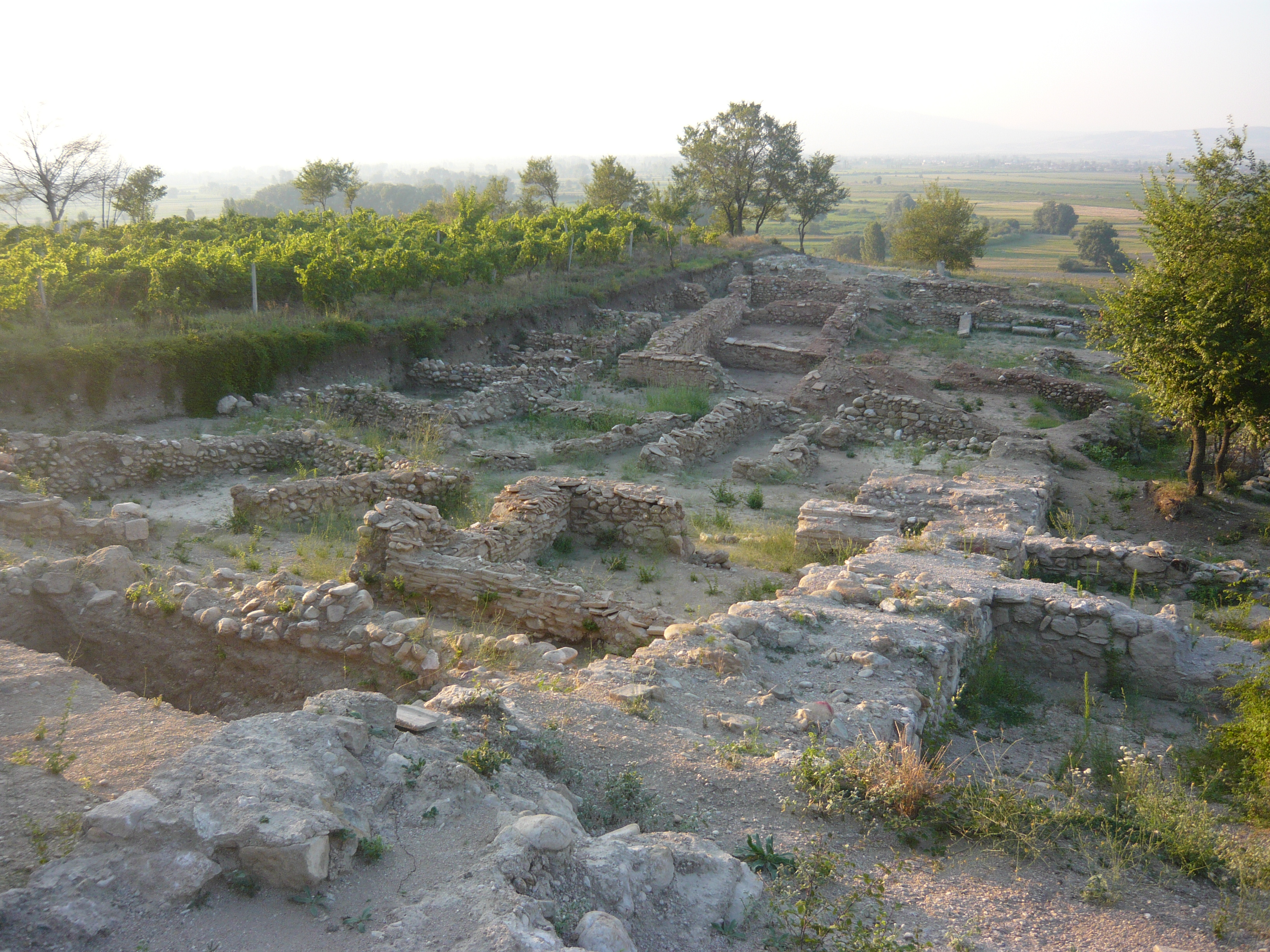
Les ruines de Tauresium.

### Localités de la commune de Zelenikovo
La commune compte quatorze localités : Zelenikovo, où se trouve le siège administratif, Vrajalé, Gradovtsi, Goumalevo, Deykovets, Dobrino, Novo Selo, Orechani, Pakochevo, Paligrad, Smesnitsa, Strahoyaditsa, Taor et Tisovitsa.

## Démographie
Lors du recensement de 2002, la commune comptait :
- Macédoniens : 2 533 (61,86 %)
- Albanais :  1 205 (29,58 %)
- Roms : 90 (2,26 %)
- Serbes : 38 (0,93 %)
- Bosniaques : 10 (0,25 %)
- Turcs : 2 (0,02 %)
- Valaques : 2 (0,02 %)
- Autres : 197 (0,47 %)